# فيليب غاردينر
فيليب غاردينر (بالإنجليزية: Philip Gardiner)‏ هو سياسي أسترالي، ولد في 15 ديسمبر 1946 في أستراليا. حزبياً، نشط في Western Australian National Party ‏.